# Штоккерау
Што́ккерау (нем. Stockerau) — город  в Австрии, в федеральной земле Нижняя Австрия. 
Входит в состав округа Корнойбург. Население составляет 16 916 человек (на 1 января 2018 года). Занимает площадь 37,41 км². Официальный код  —  3 12 30.

## География
Штоккерау находится в 25 км к северо-западу от Вены и в нескольких километрах к северу от Дуная, на северной границе Тульнского бассейна.

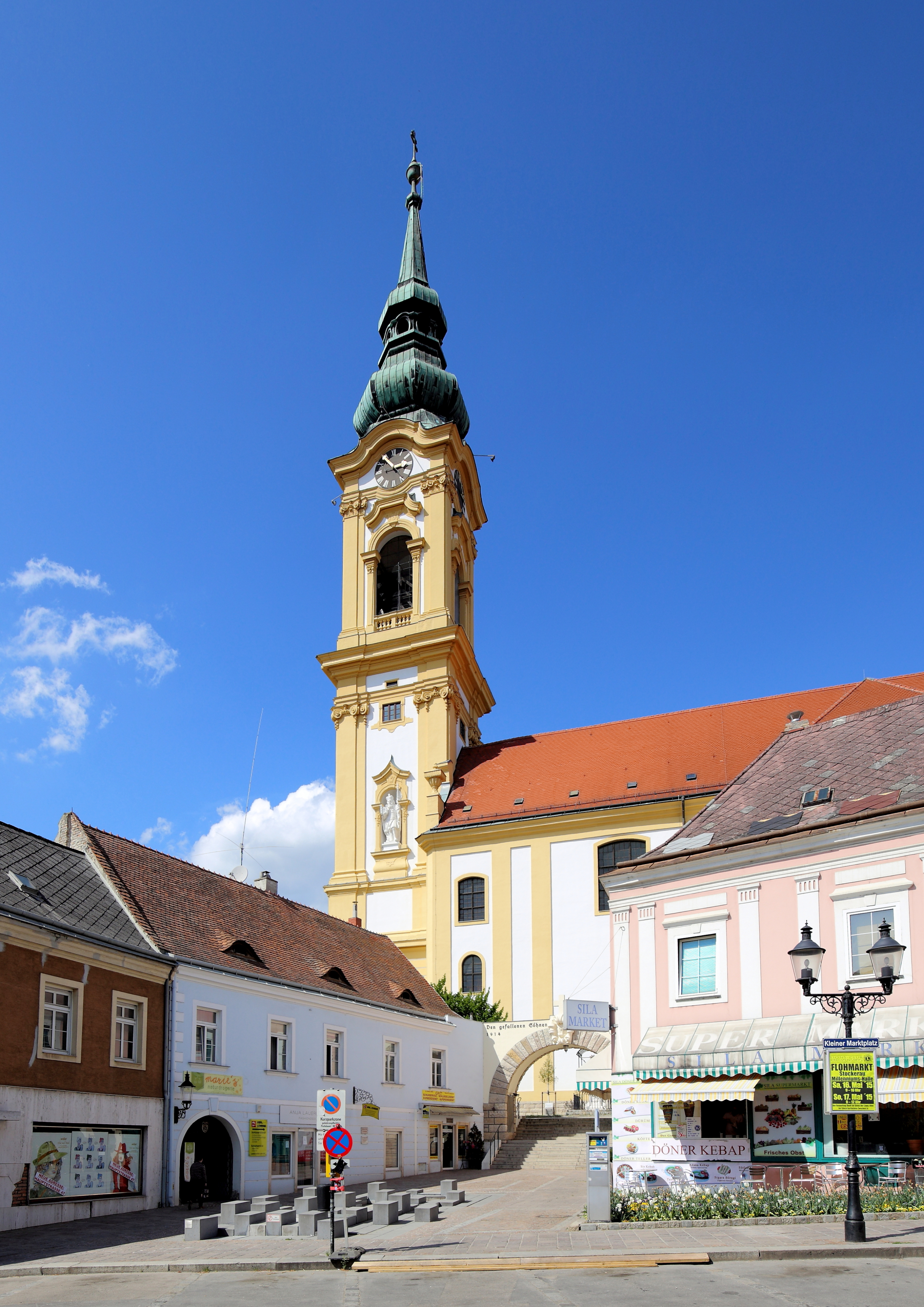
Башня

## Города-побратимы
Барановичи